# NotI
Das Enzym Not I ist ein Restriktionsenzym vom Typ II, eine Endonuklease, die DNA an einer spezifischen Stelle schneidet. Das Enzym wurde aus dem Bakterium Nocardia otitidis-cavarium isoliert. Es besitzt eine sequenzspezifische Erkennungsstelle auf der DNA, an der es spezifisch binden und die DNA an dieser Stelle schneiden kann. Das zugehörige Gen wurde sequenziert und kloniert.
| Erkennungssequenz             | Restriktionsschnitt             |
| ----------------------------- | ------------------------------- |
| 5'-GCGGCCGC-3' 3'-CGCCGGCG-5' | 5'-GC GGCCGC-3' 3'-CGCCGG CG-5' |

Bei der Durchtrennung der DNA entstehen einzelsträngige Überhänge, die aufgrund ihrer Affinität zu komplementären Sequenzen als sticky ends bezeichnet werden. Im Experiment kann das Enzym durch Hitze-Denaturierung, beispielsweise bei 65 °C für 20 Minuten, inaktiviert werden.